# Norbert Lammert
Norbert Lammert (født 16. november 1948 i Bochum, Nordrhein-Westfalen) er en tysk konservativ politiker (CDU). Fra 2005 til 2017 var han formand for Forbundsdagen, det tyske parlamentet.
Før han blev forbundsdagsformand var han parlamentarisk statssekretær i Helmut Kohls regering fra 1989 til 1998 og vicepræsident i Forbundsdagen mellem 2002 og 2005.